# Henry Guernsey Hubbard
Henry Guernsey Hubbard (ur. 6 maja 1850 w Detroit, zm. 18 stycznia 1899) – amerykański entomolog i ogrodnik.

## Życiorys
Był najstarszym synem Beli Hubbarda i Sary Hubbard z domu Baughman. Bela był bogatym, prominentnym obywatelem miasta i wykazywał naukowe zainteresowania z zakresu geologii, botaniki, gospodarki leśnej, szkółkarstwa i archeologii, którymi już we wczesnym dzieciństwie zaraził Henry’ego.
Henry kształcił się w prywatnej szkole w Cambridge w stanie Massachusetts, a potem przez kilka lat u prywatnych nauczycieli w Europie. W 1869 roku rozpoczął studia na Uniwersytecie Harvarda, które ukończył w 1873 roku. Współpraca w tym czasie z Eugene’em Amandusem Schwarzem, Hermannem Augustem Hagenem i Carlem Robertem Ostenem-Sackenem skierowała jego zainteresowania ku entomologii.
W maju 1874 roku wrócił do Detroit. Tam razem ze Schwarzem zajęli się gromadzeniem zbioru chrząszczy z zamiarem utworzenia prywatnego muzeum, odbywając w latach 1874–1876 liczne ekspedycje krajowe. Po utonięciu dwójki braci w jeziorze St. Clair w 1879 roku Henry przeniósł się na posiadłość jednego z nich w Crescent City na Florydzie. Tam wybudował samodzielnie zaprojektowany dom oraz założył ogród subtropikalny, rozsławiony później jako Hubbard Park.
W 1896 roku stan zdrowia Henry’ego zaczął się pogarszać wskutek zarażenia gruźlicą. W 1897 i 1898 roku odbył jeszcze ze Schwarzem wyprawy do Arizony w nadziei na poprawę zdrowia. Nie nadeszła ona jednak i w 1899 roku Hubbard zmarł na Florydzie.

## Praca naukowa
Hubbard jest autorem około 70 publikacji naukowych. Zajmował się w nich m.in. koleopterologią, entomologią stosowaną i ekologią owadów. Odbywał liczne wyprawy entomologiczne do różnych miejsc w Stanach Zjednoczonych, a także do Kanady i na Antyle. W 1877 roku dołączył jako przyrodnik do Geological Survey of Kentucky, dzięki czemu przebadał faunę kilku jaskiń regionu, w tym Mammoth Cave. Wkrótce potem badał również entomofaunę jaskiń na Jamajce i Florydzie. Wniósł tym samym istotny wkład w początki biospeleologii. Wykazywał również zainteresowanie innymi unikalnymi mikrosiedliskami, badając zgrupowania owadów nor wykopanych przez żółwie czy pustynne gryzonie, gorących źródeł Yellowstone oraz karnegii olbrzymiej. Od zatrudnienia w 1880 roku przez United States Entomological Commission rozpoczął intensywne badania nad szkodnikami upraw cytrusów na Florydzie. Na ich podstawie w 1885 roku opublikował najbardziej znaną ze swoich prac, Insects Affecting the Orange. Opracował również emulsję ochronną przeciw czerwcom i innym szkodnikom cytrusów.

## Upamiętnienie
Na cześć Hubbarda nazwano m.in. gatunki Acrocera hubbardi, Decadiomus hubbardi czy Usazoros hubbardi.
Jego dom na Florydzie wpisany został do krajowego rejestru pomników historii. Nie zachował się do dziś jednak jego subtropikalny ogród.